# Emilio Soler Pascual
Emilio Soler Pascual (Barcelona, 9 d'octubre de 1946) és un historiador, escriptor i polític català establit al País Valencià, diputat a les Corts Valencianes durant tres legislatures.

## Biografia
Llicenciat en Geografia i Història i Doctor en Història per la Universitat d'Alacant. El 1976 es va afiliar a la UGT i al PSPV-PSOE, al que va representar en la Taula de Forces Polítiques i Sindicals del País Valencià. De 1977 a 1981 fou director al País Valencià de la Fundació Largo Caballero, secretari de política cultural del PSPV-PSOE i de 1979 a 1994 membre de l'executiva nacional del PSPV.
En el Consell del País Valencià fou director general de promoció cultural de 1981 a 1984. Fou elegit diputat a les eleccions a les Corts Valencianes de 1983, 1987 i 1991. Durant el seu mandat ha estat Director general de Cultura (1984-1987), Comissari de Música 92 (1989-1992), vicepresident de l'Institut Alacantí de Cultura Juan Gil-Albert (1985-1987) i vicepresident de l'Institut Valencià de les Arts Escèniques, Música i Cinematografia (1986-1992). També ha estat vicepresident del Patronat Nacional del Misteri d'Elx. A les eleccions municipals espanyoles de 1987 també fou escollit tinent d'alcalde d'Alacant. El 1994 va renunciar al seu escó a les Corts.
Des 1994 a 1996 fou Director del Centre de Desenvolupament Turístic d'Alacant, i entre 1996 i 1998, Director Tècnic de la Universitat Permanent d'Alacant. El 1998 va obtenir plaça com a professor associat del Departament d'Història Medieval de la Universitat d'Alacant i des de 2004 fins a la seva jubilació en 2011, professor contractat doctor. Actualment és membre del patronat de la Fundació MARQ (Museu Arqueològic d'Alacant).

## Obres
- La Conspiración Malaspina (1795-1796) (1990)
- El País Valenciano a fines del siglo XVIII (1994)
- El viaje de Beramendi por el País Valenciano (1793-94) (1994)
- La aventura de Malaspina (1999)
- Viajes de Jorge Juan y Santacilia (2002)
- El Viaje Literario y Político de los hermanos Villanueva (2002)
- Una idea romántica. El hotel Huerto del Cura (2003)
- Bandoleros. Mito y realidad en el Romanticismo español (2006)
- Caminos de Al-Andalus (2009)
- Reconocimiento de los estrechos de Magallanes y de S. Vicente. Diego Ramírez de Arellano (2011)
- Imagen de la moderna España de Jean François de Bourgoing (2012)
- Diario de los viajes de Fernando VII por España (2013)